# Tokowski

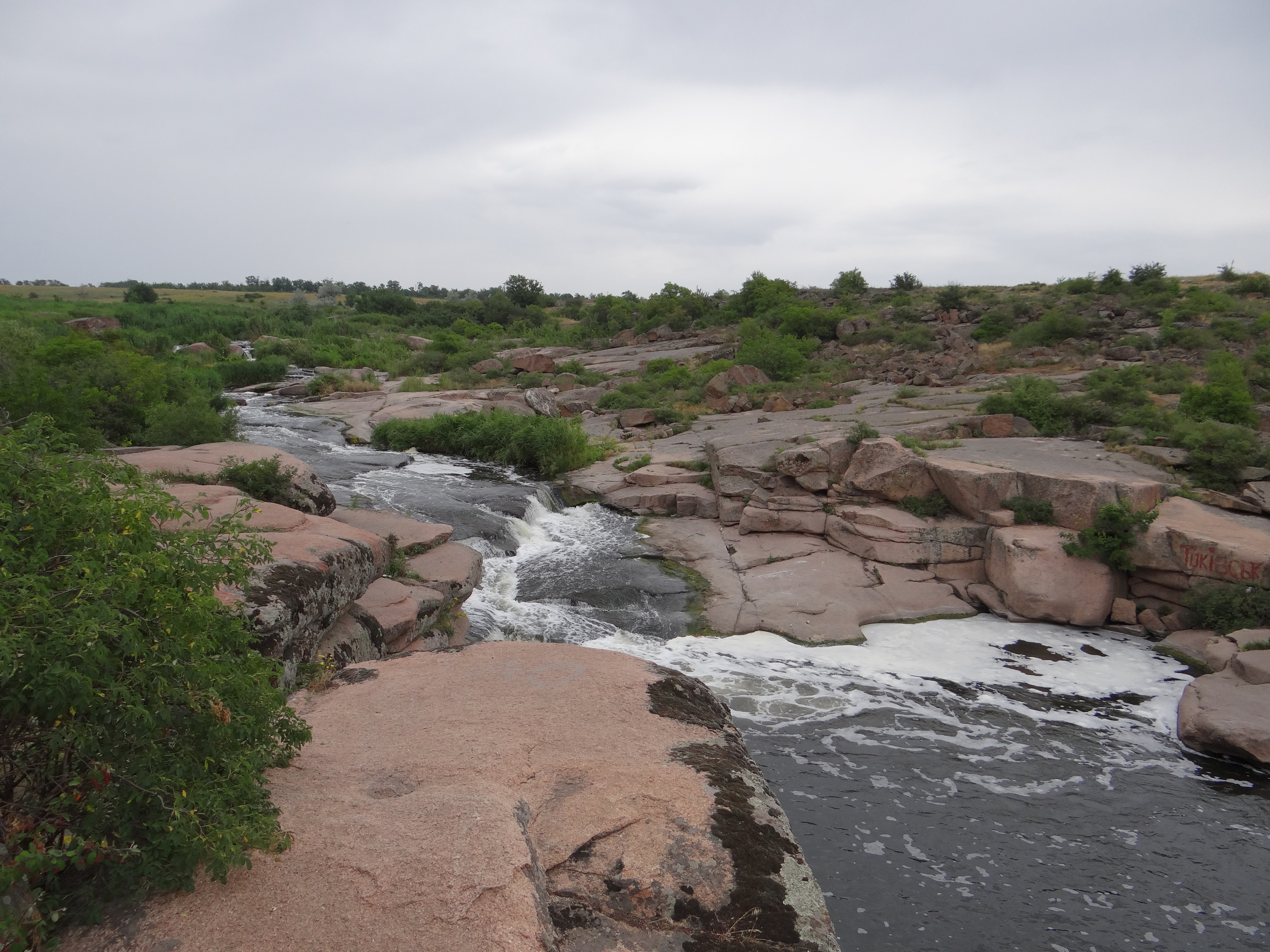
Granit Tokowski w miejscu występowania

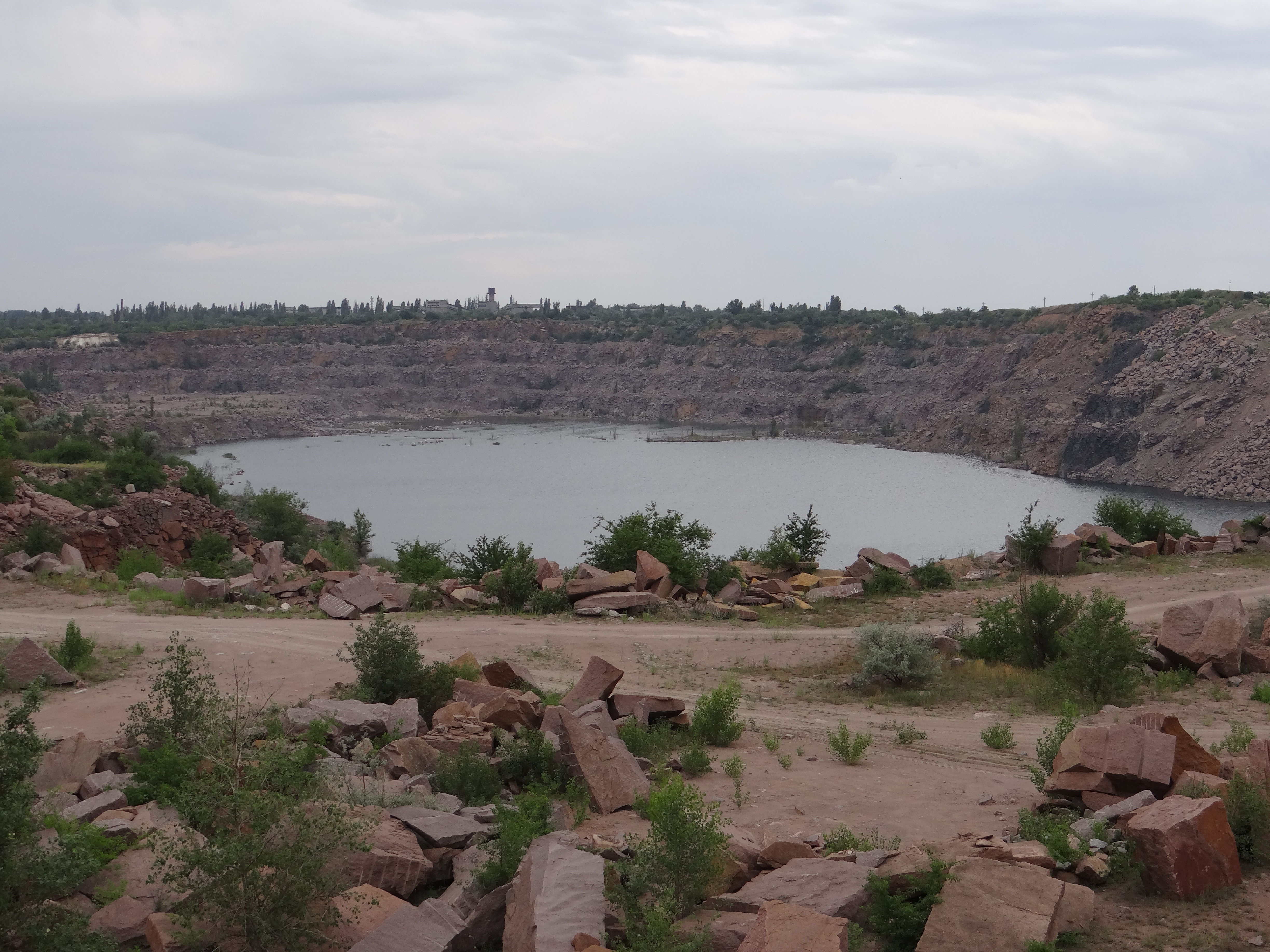
Nieczynny kamieniołom granitu Tokowskiego

Tokowski – handlowa nazwa czerwonego granitu powstałego w prekambrze. Należy do skał budujących tarczę ukraińską. Złoża tej skały znajdują są na Ukrainie, w obwodzie dniepropetrowskim, w rejonie apostołowskim.

## Skład mineralogiczny
W skład Tokowskiego wchodzą:
- mikroklin 35%
- plagioklaz 35%
- kwarc 25%
- biotyt 4%
- inne minerały 1%

## Cechy fizyczno-mechaniczne
- Gęstość objętościowa 2670 kg/m³
- Porowatość 1,2%
- Nasiąkliwość 0,5–0,6%
- Wytrzymałość na ściskanie 225 MPa
- Wytrzymałość na zginanie 19 MPa
- Ścieralność 0,26–0,45 g/cm²
- Mrozoodporność: całkowita
- Ograniczenia w stosowaniu: brak

## Złoże
Zasoby złoża szacuje się na przynajmniej 70 mln m³. Wyodrębniono 8 złóż z czego na 6 z nich prowadzi się eksploatację. Jedno z niewykorzystywanych złóż stanowią m.in. porohy na rzece Kamience będące atrakcją turystyczną, więc rozpoczęcie jego wydobycia jest mało prawdopodobne. Miesięczne wydobycie waha się od 400 do 700 m³.

## Historia
Eksploatacje rozpoczęli w latach 70. XIX w. uwłaszczeni chłopi, gdyż ziemie tu leżące nie nadawały się pod uprawę. Po rewolucji październikowej złoże znacjonalizowano. W latach 30. XX w. w pobliżu kamieniołomów powstały osiedla dla ich pracowników: Tok, Czerwony Tok i Tokowskie. W tym okresie przyjęto dla wydobywanego tu granitu obecną nazwę. Po upadku ZSRR złoża sprywatyzowano.
Głównym importerem Tokowskiego jest Polska. Granit ten sprzedawano również m.in. do Rosji, Włoch, Azerbejdżanu i Gruzji.

## Zastosowanie
Granit Tokowski stosuje się w budownictwie (np. jako blaty, schody), w sztuce sepulkralnej oraz jako kruszywo.

### Przykłady zastosowania
- Pomnik Włodzimierza Lenina w Kijowie
- cokół pomnika Gieorgija Żukowa w Moskwie